# فريدي بيرلمان
فريدي بيرلمان (بالإنجليزية: Fredy Perlman)‏ هو مترجم وكاتب وفيلسوف أمريكي، ولد في 20 أغسطس 1934 في برنو في التشيك، وتوفي في 26 يوليو 1985 في ديترويت في الولايات المتحدة.